# روژه بتی
روژه بتی (به فرانسوی: Roger Béteille) یک مهندس هوانوردی فرانسوی است. او در تاریخ ۲۸ اوت ۱۹۲۱ در ور (آویرون) فرانسه زاده شد. پس از دانش‌آموختگی از مدرسه پلی‌تکنیک در سوپآئرو و مرکز آموزش عالی جنگ‌افزار مشغول به تحصیل شد. در سال ۱۹۴۵ گواهینامهٔ خلبانی خود را دریافت کرد. در سال ۱۹۵۲ به سود-اویاسیون در تولوز پیوست و در پست‌های مهمی از قبیل رئیس آزمایش پرواز (۱۹۵۲ تا ۱۹۵۷)، رئیس بخش موشک و ماهواره (۱۹۵۷ تا ۱۹۶۷) و معاون ریاست فنی برنامه‌های ایرباس ای-۳۰۰ مشغول به کار شد. او همچنین نقش تعیین‌کننده‌ای در برنامه‌های آرمانیاک و کاراول داشت. وی در ۲۱ ژوئن ۲۰۱۹ درگذشت.
بتی در پایه‌گذاری کنسرسیوم اروپایی ایرباس نقش کلیدی داشت. او تصمیم گرفت انگلیسی باید زبان کار در هوانوردی باشد و سیستم اندازه‌گیری نباید سیستم متریک باشد، زیرا بیشتر شرکت‌های هواپیمایی دارای هواپیماهای آمریکایی هستند.
بخش عمدهٔ موفقیت‌های اولیهٔ ایرباس به بتی که ملقب به مستر ایرباس است برمی گردد.